# Phidippus otiosus
Phidippus otiosus är en spindelart som först beskrevs av Nicholas Marcellus Hentz 1846.  Phidippus otiosus ingår i släktet Phidippus och familjen hoppspindlar. Inga underarter finns listade i Catalogue of Life.